# Curing the Office Boy
Curing the Office Boy è un cortometraggio muto del 1912.

## Produzione
Il film fu prodotto dalla Edison Manufacturing Company.

## Distribuzione
Distribuito dalla General Film Company, il film - un cortometraggio di 150 metri - uscì nelle sale cinematografiche degli Stati Uniti il 17 febbraio 1912. Nelle proiezioni, veniva programmato con il sistema dello split reel, accorpato in un'unica bobina con un altro cortometraggio prodotto dalla Edison, la commedia The Little Delicatessen Store.